# Фила (митологија)
Фила или Филант је у грчкој митологији било име више личности.

## Етимологија
Име Филант има значење „чувар“ или „стражар“.

## Митологија
1. Према Аполодору, Диодору и Паусанији, био је краљ Ефире кога је убио Херакле[2] јер је нанео штету Аполоновом храму у Делфима. Тада је Херакле завео Филину кћерку Меду[1] или Мидеју,[3] али и другу кћерку Астиоху.[4] Његово име је и Филеј.[2] Међутим, неки извори разликују двојицу Фила; један је био краљ Дриопа и Медин или Мидејин отац, а други краљ Ефире, чија су кћерке биле Полимела и Астиоха, Хераклова љубавница.[3]
2. Према Аполодору и Паусанији, праунук претходног Филе се такође звао Фила и он је био Антиохов син који је са Дејфилом (или Лејпефиленом[5]) имао синове Хипота и Теро.[3]
3. У Хомеровој „Илијади“, Полимелин отац који се старао о свом унуку Еудору, као да му је син.[2]